# سوفينتانيل
سوفينتانيل، الذي يباع تحت الإسم التجاري سوفينتا (Sufenta)من بين أسماء أخرى، هو دواء أفيوني يستخدم لعلاج الألم المتوسط إلى الشديد وأثناء التخدير.   يمكن إعطاؤه تحت اللسان،أو عن طريق الحقن في الوريد، أو في منطقة فوق الجافية.   و يستمر تأثيره لمدة تصل إلى 4 ساعات. 
 الآثار الجانبية الشائعة للدواء على؛ اكتئاب الجهاز التنفسي (عدم كفاية التنفس) و تيبس العضلات.  قد تشمل الآثار الجانبية الأخرى إضافة إلى سوء الاستخدام على: قصور الغدة الكظرية، وانخفاض ضغط الدم، ونقص الأندروجين، ومتلازمة السيروتونين.  و هو يعمل عن طريق الارتباط بمستقبلات المواد الأفيونية في الدماغ. 
تم تصنيع سوفينتانيل لأول مرة في عام 174 و تمت الموافقة على استخدامه الطبي في الولايات المتحدة في عام 1984.   و فيها يكلف حوالي 50 دولارًا أمريكيًا مقابل 500 ميكروجرام اعتبارًا من عام 2021.  كما أنه يصنف على أنه مادة خاضعة للرقابة من الجدول الثاني. 